# Леон (Спарта)
Вижте пояснителната страница за други значения на Леон.
Леон (на старогръцки: Λέων, Leon), син на Еврикратид от династията на Агидите (Agiaden), е цар на Спарта през ок. 600 пр.н.е. – 560 пр.н.е.
Той и Агазиклей (Agasikles), спартанският цар от династията на Еврипонтидите, печелят всяка битка, освен против Тегея в Аркадия.
След неговата смърт на трона го наследява синът му Анаксандрид II, който побеждава Тегеатите и
е баща на Клеомен I, Леонид и Клеомброт.